# Eruguera variable
L'eruguera variable (Lalage leucomela) és una espècie d'ocell de la família dels campefàgids (Campephagidae). Habita les sabanes, boscos, selva humida, vegetació secundària i manglars a la zona central de Nova Guinea, altres illes properes, Illes Bismarck i nord i est d'Austràlia.